# The Three Musketeers (аниме)
The Three Musketeers (яп. アニメ三銃士 анимэ сан дзю:си, Три мушкетёра) — 52-серийное аниме, созданное по мотивам цикла романов Александра Дюма о приключениях Д’Артаньяна и его друзей-мушкетёров.
Выходу сериала предшествовал показ 25-минутного спешла — Tekkamen o Oue - D'Artagnan Monogatari yori (яп. 鉄仮面を追え ダルタニャン物語より тэккамэн во о:э - дарутанян моногатари ёри, За человеком в железной маске! Из истории Д'Артаньяна) 5 мая 1987 года. В 1989 году было выпущено продолжение сериала в виде полнометражного фильма Anime Sanjushi: Aramis no Bōken (яп. アニメ三銃士 アラミスの冒険 анимэ сан дзю:си арамису но бо:кэн, «Три мушкетера: Приключение Арамиса»).

## Сюжет
Д'Артаньян покидает свой родной город в провинции Гасконь и отправляется в Париж, чтобы присоединиться к мушкетерам короля или гвардейцам кардинала. По прибытии он вступает в спор с Атосом, Портосом и Арамисом и провоцирует их на дуэль. Во время боя их прерывают гвардейцы кардинала, которые исполняют указ короля о запрещении дуэлей. После этого д’Артаньян и другие становятся друзьями и принимают девиз «Все за одного и один за всех».
Вместе друзья противостоят козням кардинала и миледи против Людовика XIII.

## Персонажи
| Персонажи          | Сэйю          |
| ------------------ | ------------- |
| Д'Артаньян         | Тацуя Мацуда  |
| Арамис             | Эйко Ямада    |
| Атос               | Акира Камия   |
| Констанция Бонасьё | Норико Хидака |
| Портос             | Масамити Сато |
| Миледи             | Фуми Хирано   |
| Королева Анна      | Мари Окамото  |
| Кардинал Ришельё   | Нобуо Танака  |
| Тревиль            | Тэссё Гэнда   |
| Рошфор             | Сигэру Тиба   |

## История создания
История про трёх мушкетёров стала популярной в Японии в основном благодаря серии из 11 романов D’Artagnan’s Story Ёсихиро Судзуки с иллюстрациями Манки Панча. Сериал берёт в основу первый том этих романов с двумя существенными различиями от версии Дюма: Д’Артаньяна сопровождает сирота по имени Жан, а Арамис на самом деле женщина. Во второй половине аниме, как и в предшествовавшем ему спешле, сценаристы возьмут за основу историю о человеке в железной маске из романов Дюма через десятый том Судзуки.
Продолжение — Aramis no Bōken — представляет собой частично перемонтаж серий и новые кадры, описывающими происходящее год спустя после событий сериала. В нем в центре оказывается история Люн, шестнадцатилетней девушки, влюбившейся во встреченного в лесу юношу по имени Франсуа. Решив, что Франсуа убили, она переодевается мужчиной, берёт имя Арамис и отправляется на поиски его убийцы, которым оказывается его близнец Людовик XIII. Образ Арамиса делает сильный кивок в сторону The Rose of Versailles.